# Apochinomma constrictum
Apochinomma constrictum är en spindelart som beskrevs av Simon 1896. Apochinomma constrictum ingår i släktet Apochinomma och familjen flinkspindlar. Inga underarter finns listade i Catalogue of Life.